# Team Novo Nordisk
El Team Novo Nordisk (código UCI: TNN) es un equipo ciclista profesional estadounidense de categoría UCI ProTeam. Participa en las divisiones de ciclismo de ruta UCI ProSeries, y los Circuitos Continentales UCI, corriendo asimismo en aquellas carreras del circuito UCI WorldTour a las que es invitado.
Tiene la particularidad de que todos sus ciclistas padecen diabetes tipo 1.

## Historia del equipo
Fue creado en 2004 por 2 aficionados al ciclismo que sufren de diabetes tipo 1, Phil Southerland y Joe Eldridge con la intención de informar y enseñar sobre la enfermedad y a la vez demostrar que se puede realizar deporte de alta competencia a pesar de ello.
Cuenta con un equipo profesional, un development (un filial para jóvenes promesas) y uno femenino. Todos los componentes de dichas plantillas padecen diabetes tipo 1. Phil Southerland, también estuvo en el equipo hasta la temporada 2010 en que pasó a ser el director general.
En 2008 obtuvo la licencia Continental y contrató a varios ciclistas del desaparecido equipo Navigators Insurance (Glen Chadwick, Valery Kobzarenko, Benjamin Brooks) así como el director Vassili Davidenko. La victoria en la Vuelta a México a través de Glen Chadwick fue el resultado más importante de esa temporada. 
A partir de 2011 ascendió una categoría y pasó a ser equipo Profesional Continental, lo que le dio acceso a correr carreras del UCI WorldTour, siendo invitado a una, la Vuelta a Suiza. Además tuvo acceso carreras .HC fuera de su país como la París-Bruselas, la Vuelta a Dinamarca y el Tour de Turquía.
En 2012 tuvo más participación en el UCI WorldTour siendo invitado a 5 carreras: Milán-San Remo, Flecha Valona y Lieja-Bastoña-Lieja y la Vuelta a Suiza y el Tour de Polonia, más la Contrarreloj por Equipos del Mundial en Ruta.
En 2013 la empresa danesa Novo Nordisk pasó a ser el principal patrocinador y el equipo se convirtió en el primero que compite únicamente con corredores diabéticos, bajo el lema "Un equipo, una meta: Educar, capacitar e inspirar a todas las personas afectadas por la diabetes".

## Equipo filial
Cuenta con un equipo filial amateur llamado Novo Nordisk Development donde los corredores tienen diabetes tipo 1.

## Embajadores
El equipo también cuenta con una nómina de embajadores que tienen como objetivo difundir la misión del equipo, que es inspirar, educar y empoderar a aquellos afectados por la diabetes a lo largo del mundo. Todos ellos han formado parte del equipo con anterioridad y tienen diabetes tipo 1.

## Material ciclista
El equipo profesional utiliza bicicletas Colnago y componentes Shimano.

## Clasificaciones UCI

### UCI America Tour
| Temporada | Clasificación por equipos | Mejor corredor        | Posición |
| 2007-2008 | 12.º                      | Glen Chadwick         | 33.º     |
| 2008-2009 | 16.º                      | Shawn Milne           | 55.º     |
| 2009-2010 | 8.º                       | Chris Jones           | 74.º     |
| 2010-2011 | 13.º                      | Jure Kocjan           | 94.º     |
| 2011-2012 | 6.º                       | Alexander Serebryakov | 6.º      |
| 2012-2013 | 32.º                      | Andrea Perón          | 227.º    |
| 2013-2014 | 26.º                      | Javier Mejías         | 160.º    |
| 2016      | 41.º                      | Javier Mejías         | 268.º    |

### UCI Asia Tour
| Temporada | Clasificación por equipos | Mejor corredor        | Posición |
| 2010-2011 | 22.º                      | Kiel Reijnen          | 102.º    |
| 2011-2012 | 8.º                       | Alexander Serebryakov | 16.º     |
| 2012-2013 | 52.º                      | Andrea Perón          | 157.º    |
| 2013-2014 | 83.º                      | Andrea Perón          | 427.º    |
| 2015      | 44.º                      | Martijn Verschoor     | 179.º    |
| 2016      | 33.º                      | Javier Mejías         | 52.º     |
| 2017      | 66.º                      | Martijn Verschoor     | 290.º    |
| 2018      | 91.º                      | Andrea Peron          | 509.º    |

### UCI Europe Tour
| Temporada | Clasificación por equipos | Mejor corredor  | Posición |
| 2010-2011 | 23.º                      | Jure Kocjan     | 16.º     |
| 2011-2012 | 18.º                      | Daniele Colli   | 31.º     |
| 2012-2013 | 119.º                     | Andrea Peron    | 888.º    |
| 2013-2014 | 101.º                     | Joonas Henttala | 408.º    |
| 2016      | 116.º                     | David Lozano    | 1114.º   |
| 2017      | 115.º                     | Andrea Peron    | 1081.º   |
| 2018      | 98.º                      | David Lozano    | 693.º    |
| 2019      | -                         | Charles Planet  | 782.º    |
| 2020      | -                         | Charles Planet  | 628.º    |

### UCI Africa Tour
| Temporada | Clasificación por equipos | Mejor corredor     | Posición |
| 2010-2011 | 21.º                      | Martijn Verschoor  | 157.º    |
| 2011-2012 | 4.º                       | Kiel Reijnen       | 13.º     |
| 2012-2013 | 18.º                      | Paolo Cravanzola   | 169.º    |
| 2013-2014 | 25.º                      | Nicolas Lefrançois | 180.º    |
| 2018      | 17.º                      | David Lozano       | 93.º     |

## Palmarés
Para años anteriores, véase Palmarés del Team Novo Nordisk

### Palmarés 2025

#### UCI WorldTour
| Fechas | Carreras | Ganador |

#### UCI ProSeries
| Fechas | Carreras | Ganador |

#### Circuitos Continentales UCI
| Fechas | Circuito | Carreras | Ganador |

#### Campeonatos nacionales
| Fechas | Carreras | Ganador |

## Plantilla
Para años anteriores, véase Plantillas del Novo Nordisk

### Plantilla 2025
| Nombre                  | Nacimiento | Nacionalidad    | Equipo 2024                   |
| Hamish Armitt           | 24/06/2002 | Reino Unido     | Team Novo Nordisk Development |
| Hamish Beadle           | 02/04/1998 | Nueva Zelanda   | Team Novo Nordisk             |
| Sam Brand               | 27/02/1991 | Reino Unido     | Team Novo Nordisk             |
| Jacopo Colladon         | 31/03/2003 | Italia          | Team Novo Nordisk Development |
| Lucas Dauge             | 28/12/1996 | Francia         | Team Novo Nordisk             |
| Quinten de Graeve       | 24/01/2000 | Bélgica         | Team Novo Nordisk             |
| Declan Irvine           | 11/03/1999 | Australia       | Team Novo Nordisk             |
| Matyáš Kopecký          | 19/01/2003 | República Checa | Team Novo Nordisk             |
| David Lozano Riba       | 21/12/1988 | España          | Team Novo Nordisk             |
| Bailey McDonald         | 02/05/2003 | Australia       | Team BridgeLane               |
| Anton Muller            | 03/06/1998 | Francia         | Team Novo Nordisk Development |
| Doriand Percrule        | 21/05/1999 | Francia         | Team Novo Nordisk             |
| Andrea Peron            | 28/10/1988 | Italia          | Team Novo Nordisk             |
| Alessandro Perracchione | 09/02/2005 | Italia          | Team Novo Nordisk             |
| Logan Phippen           | 10/05/1992 | Estados Unidos  | Team Novo Nordisk             |
| Antonio Polga           | 26/03/1999 | Italia          | Team Novo Nordisk             |
| Umberto Poli            | 27/08/1996 | Italia          | Team Novo Nordisk             |
| Filippo Ridolfo         | 08/11/2001 | Italia          | Team Novo Nordisk             |
| Nathan Smith            | 27/08/2000 | Reino Unido     | Team Novo Nordisk             |
| Célestin Wattelle       | 15/05/2003 | Francia         | Team Novo Nordisk Development |